# Eremophyton chevallieri
Eremophyton chevallieri là một loài thực vật có hoa trong họ Cải. Loài này được (Barratte) Bég. mô tả khoa học đầu tiên năm 1913.